# Capriglio
Capriglio là một đô thị ở tỉnh Asti vùng Piedmont thuộc Ý, nằm ở vị trí cách khoảng 25 km về phía đông nam của Torino và khoảng 20 km về phía tây bắc của Asti. Tại thời điểm ngày 31 tháng 12 năm 2004, đô thị này có dân số 308 người và diện tích là 5,1 km².
Capriglio giáp các đô thị: Buttigliera d'Asti, Castelnuovo Don Bosco, Cerreto d'Asti, Montafia, Passerano Marmorito và Piovà Massaia.